# بقية أريزونية
بقية أريزونية أو  زهرة البق الأريزونية (الاسم العلمي:Coreopsis arizonica) هو نوع نباتي يتبع جنس البقية من فصيلة النجمية.